# William Morris Davis

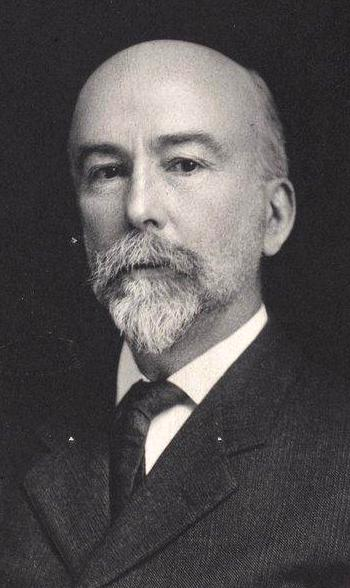
William Morris Davis

William Morris Davis (* 12. Februar 1850 in Philadelphia, Pennsylvania; † 5. Februar 1934 in Pasadena, Kalifornien) war ein US-amerikanischer Naturwissenschaftler. Während seiner akademischen Karriere leistete er Bedeutendes auf den Gebieten der Geographie, Geologie und Meteorologie.

## Leben
Er wurde in einer Quäker-Familie in Philadelphia als Sohn von Edward M. Davis und Maria Mott Davis (der Tochter der Frauenanwältin Lucretia Mott) geboren. Er schloss 1869 in Harvard University ab und arbeitete danach für drei Jahre beim meteorologischen Dienst in Córdoba, Argentinien und danach als Assistent von Nathaniel Shaler. Zwischen 1884 und 1893 veröffentlichte er etwa vierzig Arbeiten zur Meteorologie und Klimatologie. Er schrieb ein meteorologisches Lehrwerk, das weithin Anerkennung fand.
1879 wurde er Dozent für Geologie in Harvard, obwohl er niemals seinen Ph.D. machte. In diesem Jahr heiratete er Ellen B. Warner aus Springfield, Massachusetts. Das Haus, in dem er von 1898 bis 1916 wohnte, wurde 1976 als William M. Davis House mit dem Status einer National Historic Landmark in das National Register of Historic Places eingetragen.
Davis’ einflussreichstes wissenschaftliches Werk war der Erosionszyklus, der zuerst etwa um 1884 veröffentlicht wurde und darstellt, wie Flüsse die Landschaft prägen. Obwohl seine Arbeit heute als zu vereinfacht gilt, war es ein früher Beitrag zur Modellbildung in der Geomorphologie. Die Aussage, dass Flüsse im Wesentlichen aus Oberlauf, Mittellauf und Unterlauf bestehen, gilt allerdings noch heute.
Davis gründete 1904 die Association of American Geographers (Vereinigung der Amerikanischen Geographen) und war der National Geographic Society in ihren Anfangsjahren verbunden, während denen er eine Reihe von Artikeln für das Magazin schrieb. Im Wintersemester 1908/1909 war er Austauschprofessor an der Friedrich-Wilhelms-Universität in Berlin.
Davis zog sich 1910 von Harvard zurück. 1911 war er Präsident der Geological Society of America. 1912 leitete er die „Internationale Transkontinentalexkursion“ durch Nordamerika, an der unter anderem die deutschen Geographen Fritz Jaeger und Alfred Rühl teilnahmen.
Nach Ellens Tod heiratete Davis erneut, zuerst Mary M. Wyman aus Cambridge (Massachusetts) (1914) und nach deren Tod Lucy L. Tennant aus Milton (Massachusetts) (1928), die ihn überlebte, als er in Pasadena, Kalifornien, starb.

## Auszeichnungen und Ehrungen
Davis war Mitglied der Académie des sciences (seit 1913), der Accademia dei Lincei, seit 1884 der American Academy of Arts and Sciences, der American Philosophical Society, der Königlich Dänischen Akademie der Wissenschaften, der Königlich Schwedischen Akademie der Wissenschaften, der National Academy of Sciences der Vereinigten Staaten, des New Zealand Institute, der Norwegischen Akademie der Wissenschaften und der Preußischen Akademie der Wissenschaften. Er erhielt u. a. 1908 die Cullum Geographical Medal der American Geographical Society, 1919 die Patron’s Medal der Royal Geographical Society, 1920 die Vega-Medaille der Schwedischen Gesellschaft für Anthropologie und Geographie und 1931 die Penrose-Medaille der Geological Society of America. Die Ehrendoktorwürde wurde Davis von der Universität des Kaps der guten Hoffnung, der Ernst-Moritz-Arndt-Universität Greifswald, der Universität Oslo und der Universität Melbourne verliehen.

## Veröffentlichungen
- Whirlwinds, cyclones and tornadoes (Boston: Lee & Shepard, 1884). Digitalisat
- Geographical Essays (Boston: Ginn, 1909)
- Die Erklärende Beschreibung der Landformen, Leipzig/Berlin 1912

## Artikel
- „Geographic methods in geologic investigations“, National Geographic Magazine 1: S. 11–26 (1888)
- „The Rivers and Valleys of Pennsylvania“, National Geographic Magazine 1: S. 183–253 (1889)
- „The geographical cycle“, Geographical Journal, Vol. 14, S. 481–504 (1899)
- „The Physical Geography of the Lands“, Popular Science Monthly 2: S. 157–170 (1900)